# Гермсдорф (Тюрингія)
Гермсдорф (нім. Hermsdorf) — місто в Німеччині, розташоване в землі Тюрингія. Входить до складу району Заале-Гольцланд. Центр об'єднання громад Гермсдорф.
Площа — 7,51 км2. Населення становить 8227 ос. (станом на 31 грудня 2021).

## Галерея

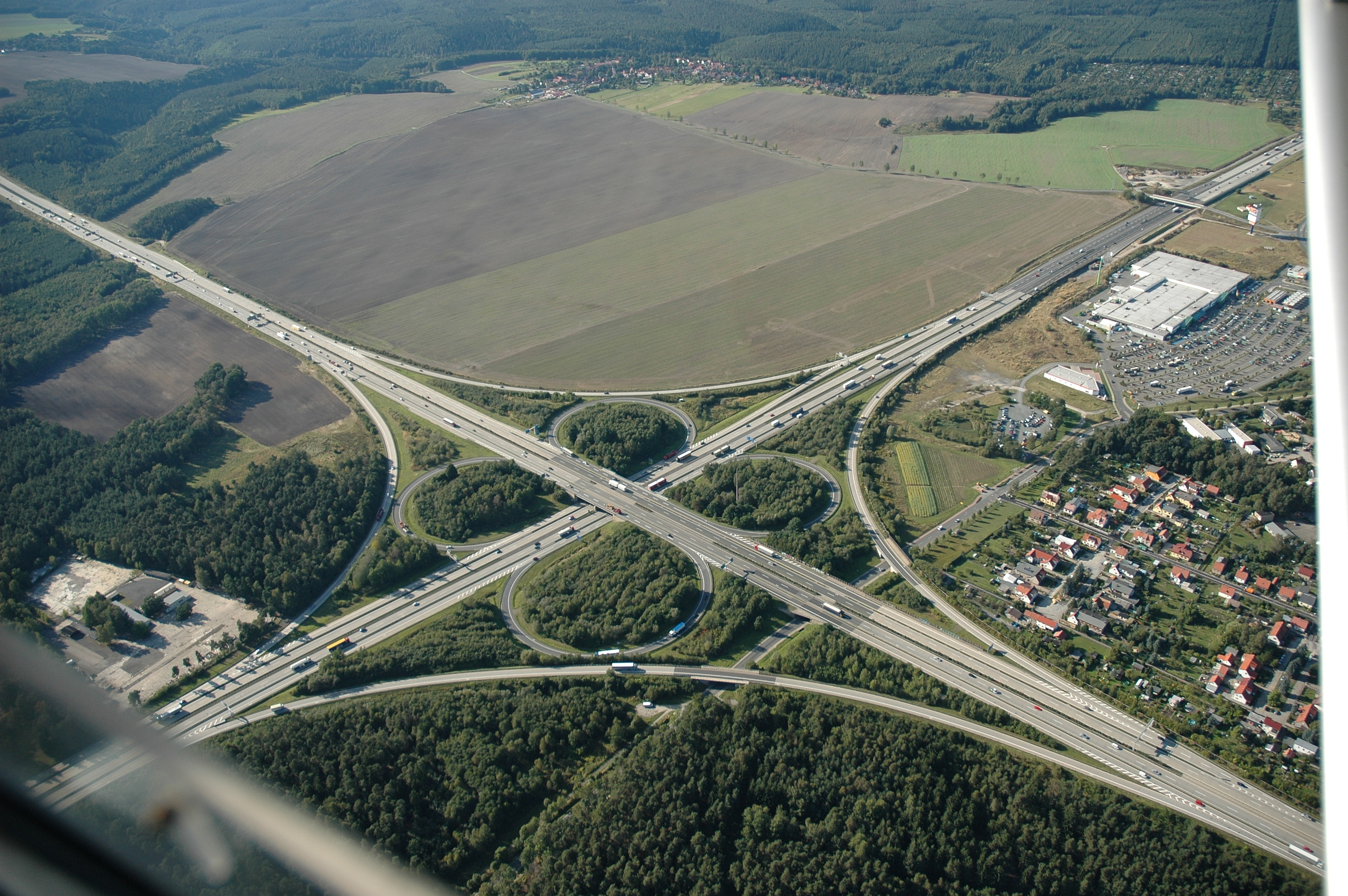
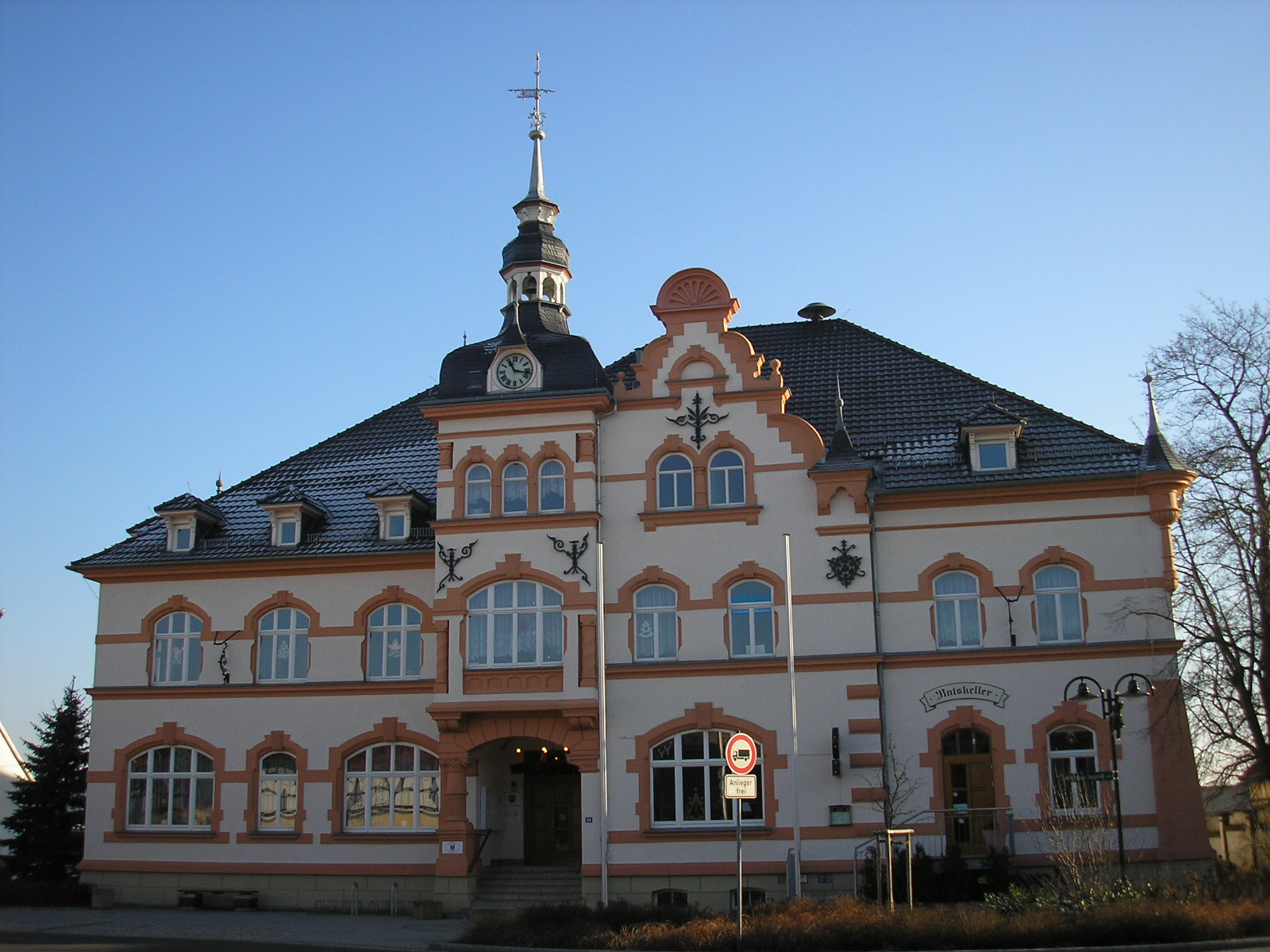
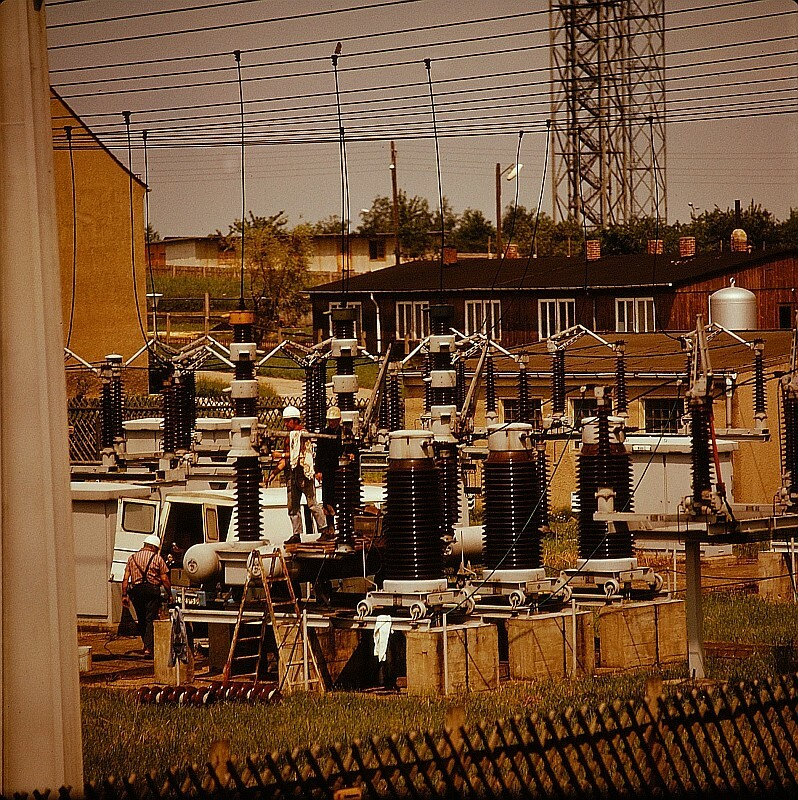
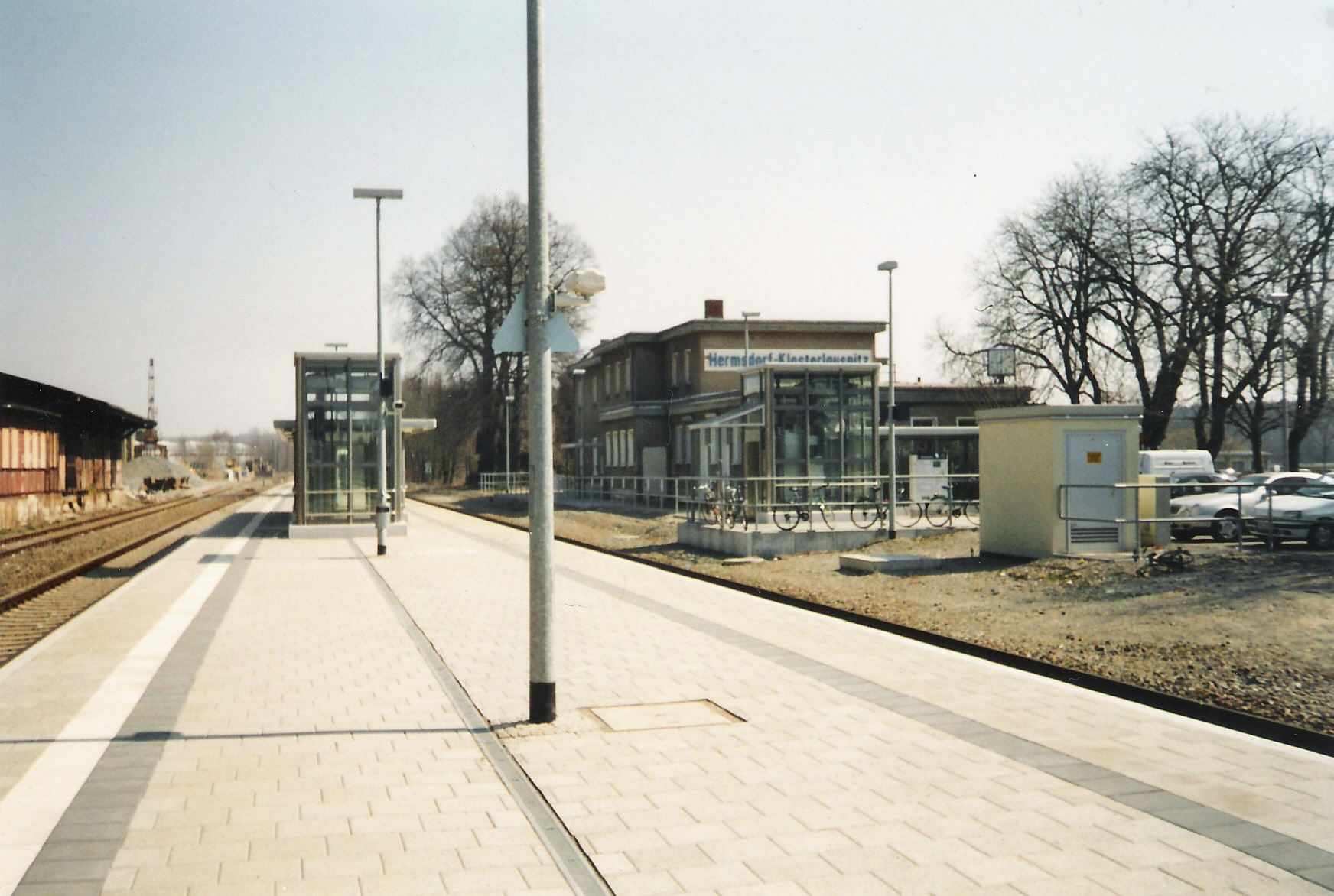
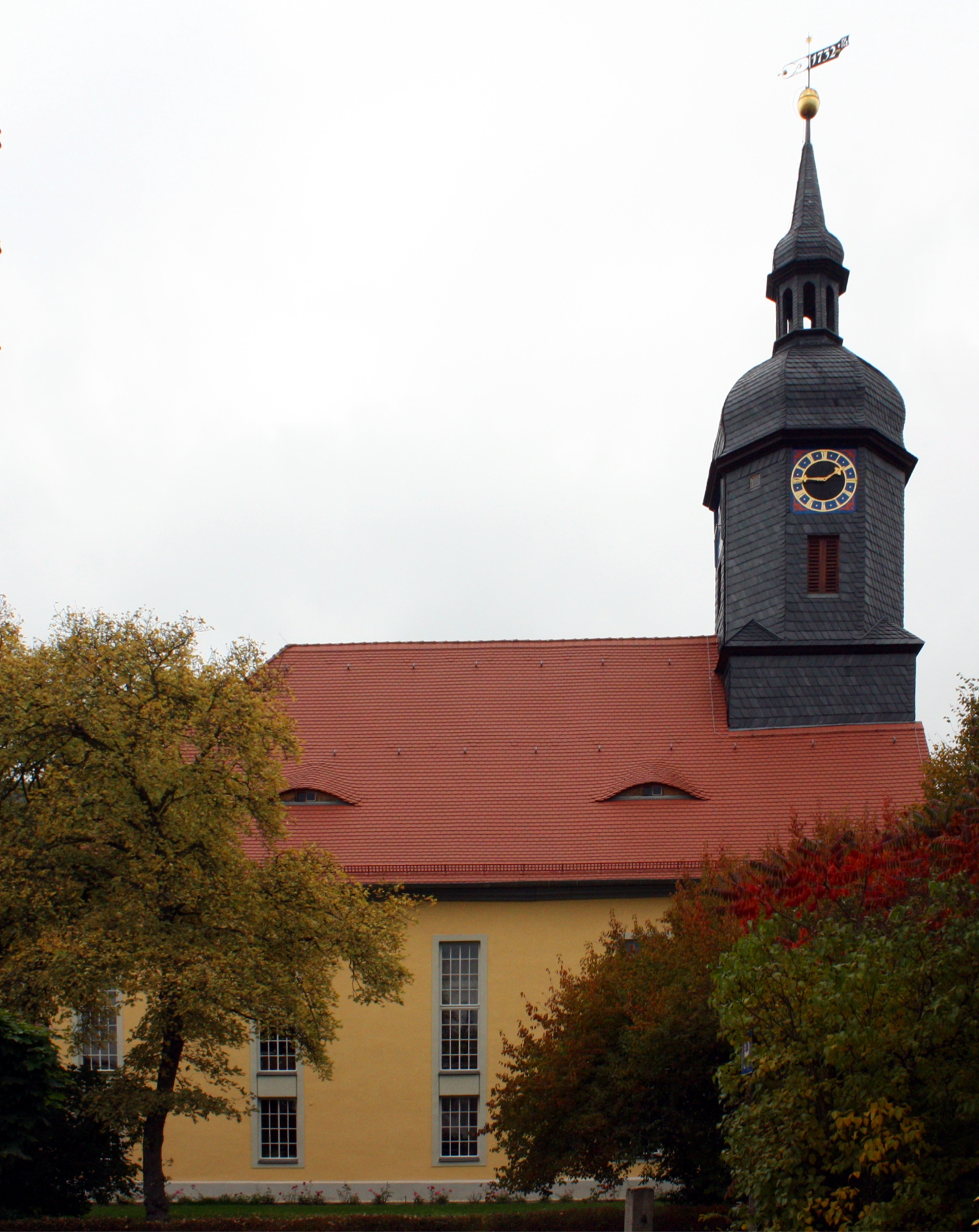